# 鹰击83反舰导弹
鹰击83反舰导弹（YJ-83）是中华人民共和国于1990年代研制的飞航式反舰导弹，是中国飞航导弹研究院在鹰击8反舰导弹的基础上发展而来，并由此发展出一系列舰对舰、空对舰、潜对舰，岸对舰以及空对地导弹。中国人民解放军装备的鹰击83及其衍生型号包括鹰击83、鹰击84、鹰击85以及KD88。鹰击83对应的出口系列型号名为C802，由中国飞航导弹研究院所属的海鹰机电技术研究院开发。鹰击83的北约代号为CSS-N-8，北约绰号“Saccade”（扫描）。

## 设计
该系列型号导弹主要针对鹰击8存在射程小、威力及抗干扰能力的不足，最先在1980年代末–1990年代初开始研制，最先以C802的型号用于外贸出口。鹰击83（研製始于1992年）实际上是少有的先有出口型号C802，而后在C802基础上发展的中國解放軍自用的装备序列型号。出口型C802系列和解放軍自用的鹰击83系列独立发展自成系列。 鹰击83反舰导弹在1999年中华人民共和国国庆国50周年阅兵上首次公开露面。
鹰击83与鹰击8的弹体气动布局基本相同，弹体长度有所增加，采用小型涡轮喷气式发动机代替鹰击8的固体火箭发动机，外观最显著的区别在在弹体上有喷气发动机进气口。射程增加到120千米以上，实现超视距外攻击。改进末制导雷达抗干扰能力；增强了战斗部威力，弹体上装有数据链收发天线，可通过战术数据系统接收信息，在发射后巡航阶段能接收目标指示信号。

## 中国装备型號

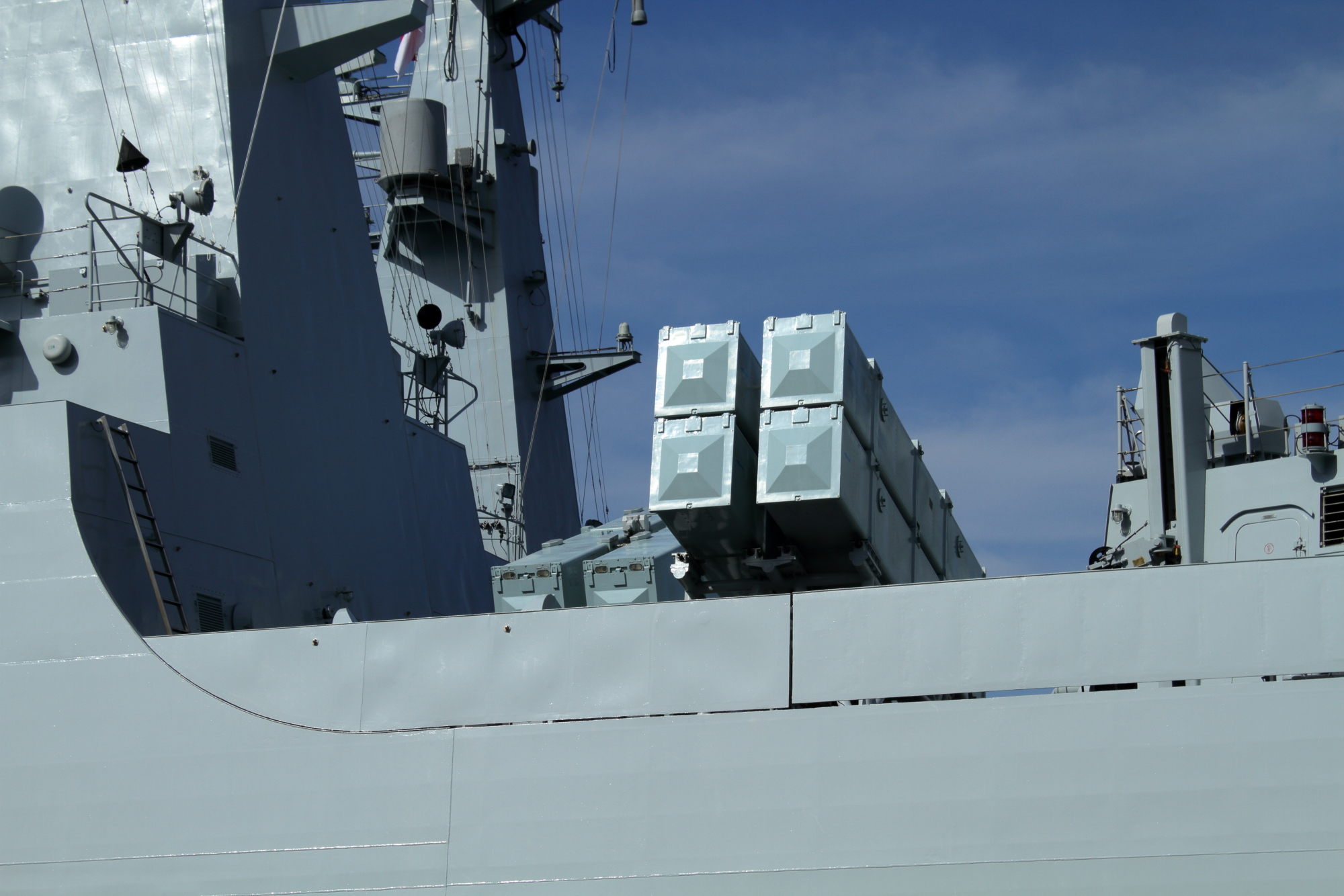
054型护卫舰上的鹰击83发射架

2015年胜利日阅兵上展示的鹰击83反舰导弹

- 鹰击83 – 基于鹰击8的增程型，使用小型喷气发动机，射程120km~180km。 最初用于外贸出口的型号C802在1992年定型。在C802基础上为中国人民解放军海军研制成鹰击83反舰导弹，主要是采用不同的末端制导雷达，在试验中取得6发5中的成绩，1998年定型。鹰击83反舰导弹广泛用于中国海军驱逐舰/护卫舰，其发射装置箱盖不是鹰击8的破片式而改用气动的上下开启式。
- 鹰击84 – 鹰击83的潜射型，采用干式鱼雷管发射器。
- 鹰击85 – 又称“鹰击-83K”，鹰击83的空射型，因为是在空中发射，取消助推器。2017年7月30日，装载在16辆运载车辆上的鹰击-83K空舰导弹参加了庆祝中国人民解放军建军90周年阅兵。
- 鹰击83KH – 复合制导型。采用红外成像制导技术，提高战舰的电子战干扰难度，以满足突防的要求。
- KD-88 – 空射通用型，由“YJ-83K”派生的防区外打击武器。采用中段惯性导航系统搭配数据链引导，装备雷达、电视和红外成像末端导引头和高爆弹头，有些也外加卫星导航系统导引。[2] 射程150~180公里，2006年定型，装备中国人民解放军空军。

## 出口型號
- C802 – 出口艦射型
- C802A – 出口型，射程延伸到180km。于2006年公开，巴基斯坦在2010年范堡罗航展公开展示。
- C802KD – 出口空射型，增强贯穿力，對水泥建築效果較佳。
- CM802AKG – 出口型KD-88，在珠海航展公开展示，外销巴基斯坦。

## 外销国
- 印度尼西亞 : C-802導彈

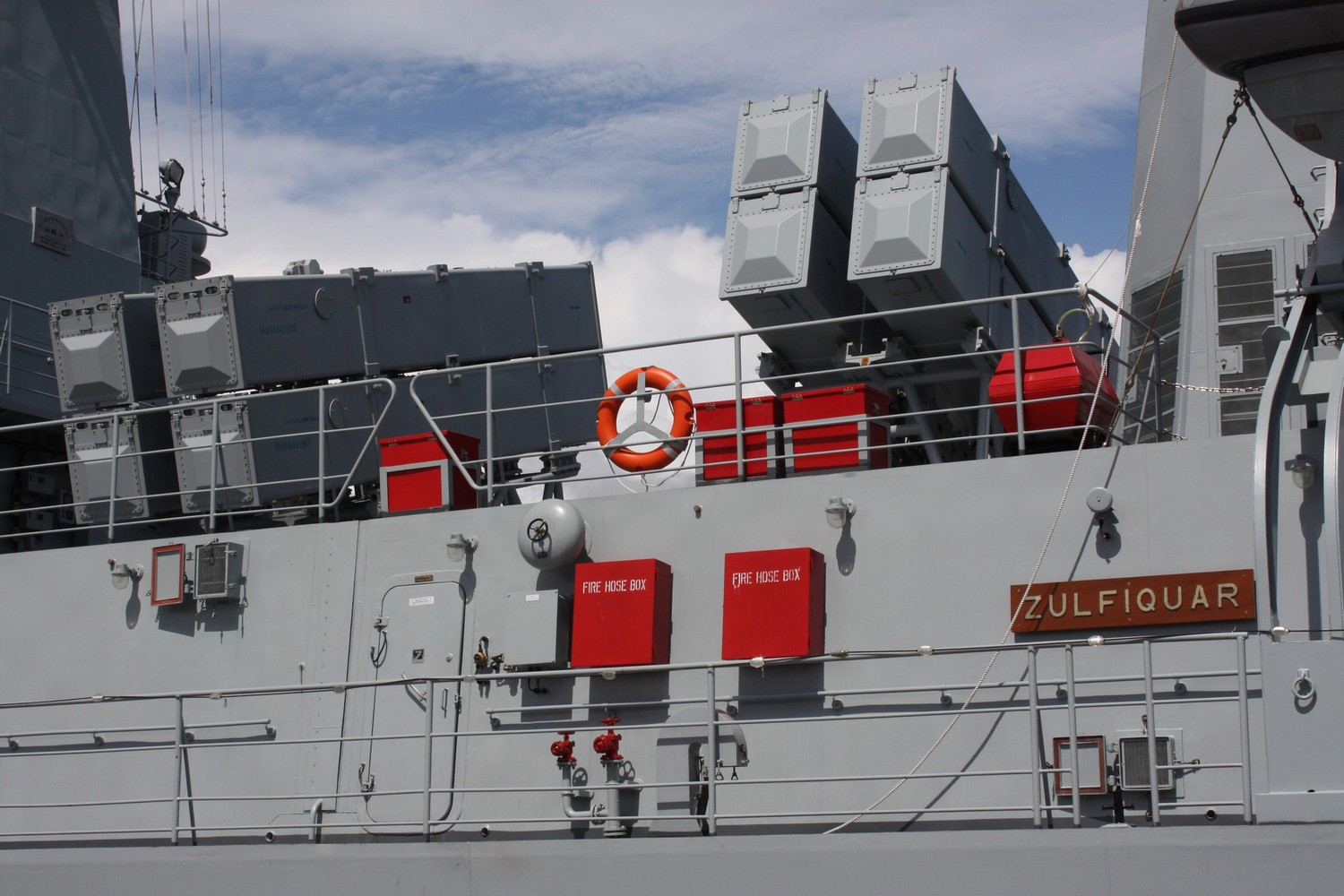
安装在F22P护卫舰C-802反舰导弹发射器

- 伊朗：從中國進口C-802導彈基礎上，仿製出國產型努爾反艦導彈。

- 緬甸：装于雍籍牙級巡防艦（英语：Aung Zeya-class frigate）和55系列快艇。
- 泰國：替换C-801/YJ-8，装于053HT型护卫舰。[3]
- 巴基斯坦
  -  巴基斯坦：装于 F-22P Zulfiquar护卫舰[4] 和Jalalat II快艇。
  -  巴基斯坦：装于JF-17"雷电"战机。

## 战果
- 黎巴嫩真主党武装（从伊朗引进C802仿制型努尔反舰导弹）在2006年于第二次黎巴嫩戰爭中击伤以色列海军未携带防御系统的萨尔5型导弹护卫舰哈林特号。[5]
- 也门胡塞运动（从伊朗引进C802仿制型努尔反舰导弹）在2016年10月1日，于也门附近海域击傷了美国租賃阿联酋的迅捷号高速运输舰HSV-2，并在10月9日、10月12日和10月15日，对美国派往該地區的阿利·伯克級梅森號驅逐艦（DDG-87）和龐塞號船塢登陸艦（LPD-15）进行了多次攻击。美舰进行了反导拦截，此次攻击并未造成战果。[6][7]